# Ahmed Moustafa (Fußballspieler, 1940)
Ahmed Moustafa (arabisch أحمد مصطفى, DMG Aḥmad Muṣṭafā; * 8. März 1940 in Kairo; † 17. Februar 2022) war ein ägyptischer Fußballspieler.

## Karriere
Ahmed Moustafa begann 1955 mit dem Fußballspielen beim al Zamalek SC. 1958 rückte er zu den Senioren auf und war dort bis 1967 aktiv. Während dieser Zeit wurde er 1960, 1964 und 1965 ägyptischer Meister und 1959, 1960 und 1962 ägyptischer Pokalsieger.
Mit der ägyptischen Nationalmannschaft erreichte Moustafa beim Afrika-Cup 1962 das Finale, wo das Team erst in der Verlängerung Ghana unterlag. Bei den Olympischen Spielen 1964 in Tokio unterlag das Team im Spiel um Bronze gegen die BR Deutschland und belegte somit Platz vier.